# Franco Lombardi
Franco Lombardi (Napoli, 28 giugno 1906 – Roma, settembre 1989) è stato un filosofo italiano.

## Biografia
Il padre Giovanni fu avvocato e docente di diritto e procedura penale nell'Università di Napoli, già allievo prediletto di Giovanni Bovio, deputato prima e dopo il fascismo, autore di scritti vari di sociologia. La madre Rosa Pignatari fu nipote di Ettore Ciccotti, nella cui casa era cresciuta; tradusse in gioventù alcuni degli scritti di Karl Marx nelle Opere edite dal Ciccotti. In tarda età Rosa Lombardi traduceva ancora, nel '46, la Storia del movimento operaio di Edouard Dolleans.
Laureato in Legge nel 1928, libero docente in filosofia morale nel 1933, lavorava in filosofia da più di dieci anni quando pubblicò il primo volume maggiore a stampa (Il mondo degli uomini, 1935). Dal 1943 fu professore di Storia della filosofia nell'Università di Roma (facoltà di Magistero). Dal 1956 fu Professore di Filosofia morale nella stessa università (facoltà di Lettere e filosofia). Ivi diresse l'Istituto di filosofia dal 1958 al 1970 e dal 1968 fu preside della facoltà.
Già presidente della Società Filosofica Italiana e (sin dalla fondazione) della Società filosofica romana, diresse il "Centro di Ricerca per le Scienze Morali e Sociali" presso l'Istituto di filosofia della Università di Roma. Dal 1962 è stato direttore della rivista De Homine cui si è affiancato, a partire dal 1968, il Bollettino Bibliografico per le Scienze morali e sociali. Dal 1966 è entrato a far parte dell'Accademia nazionale dei Lincei e dal 1970 dell'Institut International de Philosophie.
Antifascista da sempre, partecipò alla lotta clandestina e prese parte attivamente alla vita politica fino alla scissione del Partito Socialista Italiano nel 1946. Ha viaggiato per studi e conferenze in quasi tutto il mondo e insegnato in università di culture e lingue diverse. Nel 1963 gli fu conferito il premio nazionale "Benedetto Croce" per la filosofia e nel 1970 il premio nazionale del Presidente della Repubblica per le scienze morali, storiche e filologiche, dall'Accademia dei Lincei e la Laurea honoris causa della Università di Marburgo.

## Opere
- Il mondo degli uomini, Firenze: Le Monnier, 1935, (1 ed.), Volume I:L'esperienza e l'uomo. Fondamenti di una filosofia umanistica, Volume II:Il mondo degli uomini;
- Il mondo degli uomini,Firenze: G.C.Sansoni Editore, 1967 (2 ed.), Volume I: L'esperienza e l'uomo, Volume II:Il mondo morale;
- Ludovico Feuerbach, Firenze: La Nuova Italia, 1935,(1 ed.)
- Feuerbach e Marx, 2 ed. riveduta e accresciuta
- Soren Kierkegaard, Firenze: La Nuova Italia, 1936, ) 1 ed.)
- Soren Kierkegaard, Firenze: Sansoni, 1967 (2 ed.)
- La libertà del volere e l'individuo, Milano: Fratelli Bocca, 1941
- La filosofia critica, Roma: Tumminelli, 1944, (1 ed.), Volume I:La formazione del problema kantiano, Volume II:Commento alla Critica della ragion pura
- Kant vivo, Firenze: Sansoni, 1968 (2 ed.)
- Senso della pedagogia, Roma: Armando Armando, 1963 (2 ed.); Firenze: Sansoni, 1971 (3 ed.)
- Nascita del mondo moderno, Firenze: Sansoni, 1967 (2 ed)
- Concetto e problemi di Storia della filosofia, Asti: Arethusa, 1956 (2 ed.); Firenze: Sansoni, 1970 (3 ed.)
- Le origini della filosofia europea nel mondo greco, Asti: Arethusa, 1954
- Il concetto della libertà, Asti, Arethusa, 1955; Firenze: Sansoni, 1966 (3 ed.)
- Dopo lo Storicismo, (2 ed.) Firenze: Sansoni, 1970
- Ricostruzione filosofica, Asti: Arethusa, 1956
- La filosofia italiana negli ultimi 100 anni , Asti: Arethusa, 1956
- Il piano del nostro sapere, Asti: Arethusa, 1958; Firenze: Sansoni, 1970 (2 ed.)
- La posizione dell'uomo nell'universo, Firenze: Sansoni, 1963
- Problemi della libertà, Firenze: Sansoni, 1966
- Filosofia e civiltà di Europa, cinque tesi per una ricostruzione. Introduzione e Parte Prima, Firenze: Sansoni, 1972
- ‘’Dopo lo storicismo’’ Casa Editrice Aretusa, Asti, 1955

## Saggi
- Manoscritti inediti
- Scritti vari di filosofia 1932-1943
- Sinn und Bedeutung der Italien. Philosophie der Gegenwart
- Scritti politici
- Filosofia e Società , Firenze: Sansoni, 1967
- Filosofia e Società I e II, Firenze: Sansoni, 1975 (2 ed.)
- Il senso della storia e altri saggi, Firenze: Sansoni, 1965
- Aforismi inattuali sull'arte, Firenze: Sansoni, 1965
- Galilei, Calvino, Rousseau: tre antesignani del tempo moderno, Firenze: Sansoni, 1968

## Altri scritti
- Scritti per l'università, Firenze: Sansoni, 1974
- Continuità e Rottura, Firenze: Sansoni, 1975
- Una svolta di civiltà, n.d.: ERI, 1981
- Gaetano Calabrò, Franco Lombardi, Torino: Edizioni di Filosofia, 1961
- Atti del Congresso internazionale di Filosofia, Milano: Castellani & C Editori, 1947, Volumew I:Il materialismo storico
- Atti del XVI Congresso internazionale di Filosofia; Roma: Fratelli Bocca, 1953, Il problema della filosofia oggi

## Varie
- Taccuini di viaggio
- Dodici canzoni napoletane, su versi di Salvatore Di Giacomo, Firenze: Forlivesi, 1940